# Зовеш ме на вино
Зовеш ме на вино је студијски албум српског фолк певача Мирослава Илића. Албум је објављен 1985. године за издавачку кућу ПГП РТБ, а доступан је био на касети и грамофонској плочи.

## Списак песама
| №               | Назив                       | Аутор(и)                                                     | Трајање |  |
| 1.              | Зовеш ме на вино            | М. Туцаковић (т), А. Поповић (м, а)                          | 3:03    |  |
| 2.              | За делију нема зиме         | М. Радовановић, Р. Пантић, С. Вуковић (т), П. Вуковић (м, а) | 4:08    |  |
| 3.              | Еј, кафано, једини животе   | М. Поповић                                                   | 4:00    |  |
| 4.              | Ноћу ми је најтеже без тебе | Т. Бралић (т), М. Поповић (м)                                | 3:07    |  |
| 5.              | Плакао сам, плакао          | М. Туцаковић, Ж. Матић (т), А. Поповић (м), П. Вуковић (а)   | 3:40    |  |
| 6.              | Опа, опа, опаснице          | С. Стевановић (т), П. Вуковић (м, а)                         | 2:53    |  |
| 7.              | Ова ноћ                     | Р. Тодоровић (т), Д. Александрић (м, а)                      | 3:49    |  |
| 8.              | Остави тугу за други пут    | Р. Тодоровић (т), Д. Александрић (м, а)                      | 3:54    |  |
| Укупно трајање: | Укупно трајање:             | Укупно трајање:                                              | 28:34   |  |

## Пратећи музичари
- Оркестар Драгана Александрића — оркестар

## Остале заслуге
- Предраг Вуковић — продуцент
- Драган Вукићевић — тонски сниматељ
- Иван Ћулум — дизајн омота
- Драган Тимотијевић — фотографије